# Moczarowiec
Moczarowiec (Casinycteris) – rodzaj ssaków z podrodziny Epomophorinae w obrębie rodziny rudawkowatych (Pteropodidae).

## Rozmieszczenie geograficzne
Rodzaj obejmuje gatunki występujące w zachodniej i środkowej Afryce.

## Morfologia
Długość ciała 70–122 mm, długość ucha 15–25 mm, długość tylnej stopy 12–19 mm, długość przedramienia 50–81 mm; masa ciała 24–95 g.

## Systematyka
Rodzaj zdefiniował w 1910 roku angielski zoolog Oldfield Thomas w artykule zatytułowanym Nowy rodzaj nietoperzy owocożernych i dwie nowe ryjówki z Afryki, opublikowanym w czasopiśmie „The Annals and magazine of natural history”. Gatunkiem typowym jest (oznaczenie monotypowe) moczarowiec afrykański (C. argynnis).

### Etymologia
Casinycteris: etymologia niejasna, Thomas nie wyjaśnił znaczenia nazwy rodzajowej.

### Podział systematyczny
Do rodzaju należą następujące gatunki:
| Grafika | Gatunek                     | Autor i rok opisu | Nazwa zwyczajowa       | Podgatunki         | Rozmieszczenie geograficzne | Podstawowe wymiary                                             | Status IUCN |
| ------- | --------------------------- | ----------------- | ---------------------- | ------------------ | --- | -------------------------------------------------------------- | ----------- |
|         | Casinycteris argynnis       | O. Thomas, 1910   | moczarowiec afrykański | gatunek monotypowy | Afryka Środkowa w południowym Kamerunie, południowo-zachodniej Republice Środkowoafrykańskiej, północnym Kongu i Demokratycznej Republice Konga; zakres wysokości: 335–750 m n.p.m. | DC: 7–10 cm DO: bezogonowy DP: 5–6,2 cm MC: 24–41 g            | LC          |
|         | Casinycteris ophiodon       | (Pohle, 1943)     | równikowiec łzawy      | gatunek monotypowy | rozproszony w Liberii, Wybrzeżu Kości Słoniowej, Ghanie, Kamerunie i Kongu; zakres wysokości: 120–1200 m n.p.m.                                                                     | DC: 11,5–12,2 cm DO: bezogonowy DP: 7,3–8,1 cm MC: 60–95 g     | NE          |
|         | Casinycteris campomaanensis | Hassanin, 2014    |                        | gatunek monotypowy | endemit Kamerunu: znany z obszaru Parku Narodowego Campo-Ma’an (Region Południowy); być może Nigeria i Kongo; zakres wysokości: 0–500 m n.p.m.                                      | DC: brak danych DO: bezogonowy DP: około 7,3 cm MC: około 49 g | DD          |

Kategorie IUCN:  LC  – gatunek najmniejszej troski,  DD  – gatunki o nieokreślonym stopniu zagrożenia;  NE  – gatunki niepoddane jeszcze ocenie.